# Анєля Павліковська
Анєла Павліковська, до шлюбу Вольська, псевдонім «Леля» (11 липня 1901, Львів — 23 грудня 1980, Лондон) — польська художниця, портретистка, авторка книжкових ілюстрацій.

## Біографія

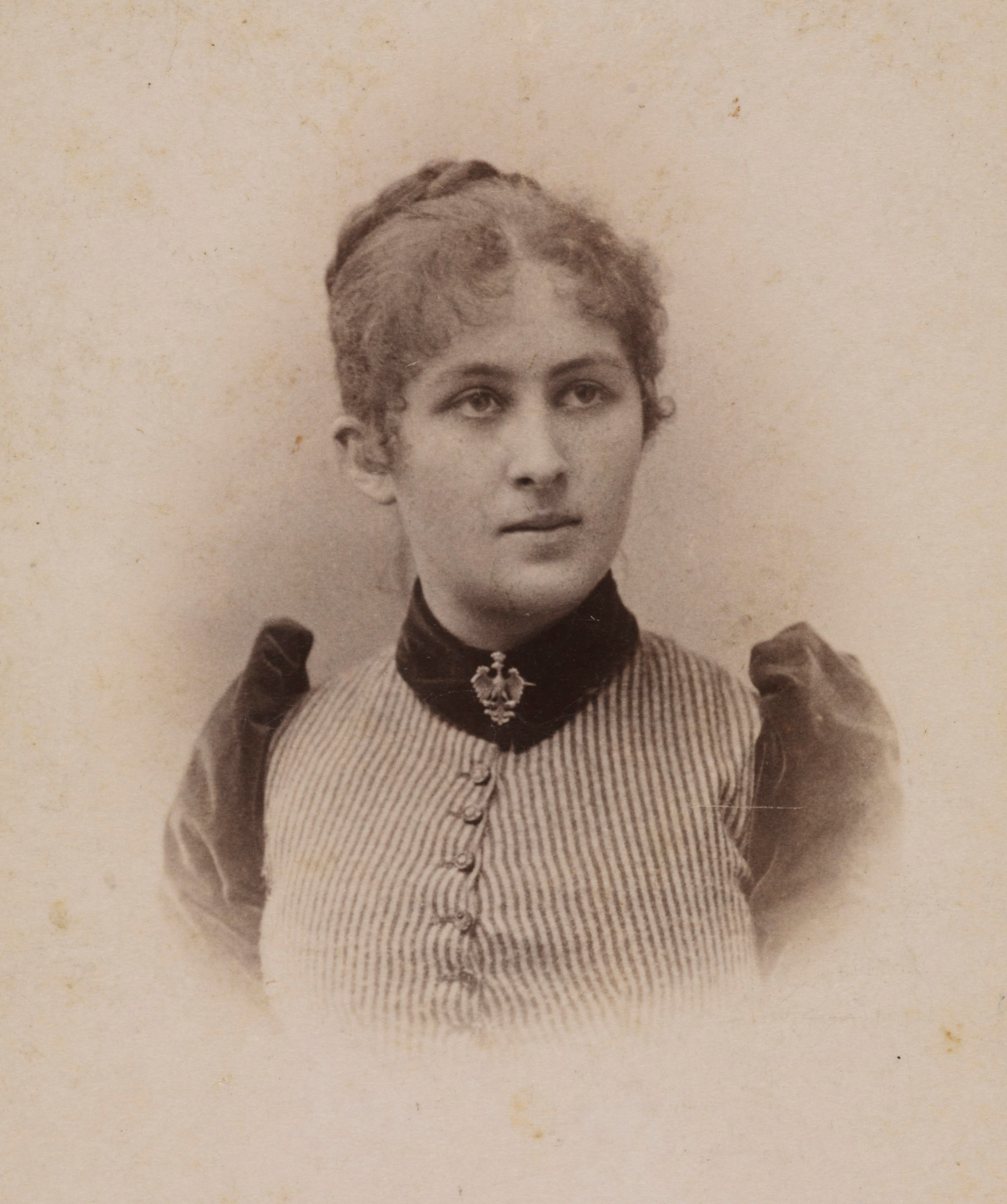
Мати Мариля Вольська

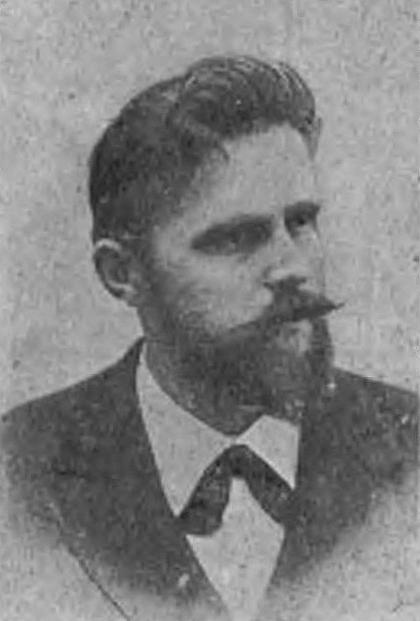
Батько Вацлав Вольський

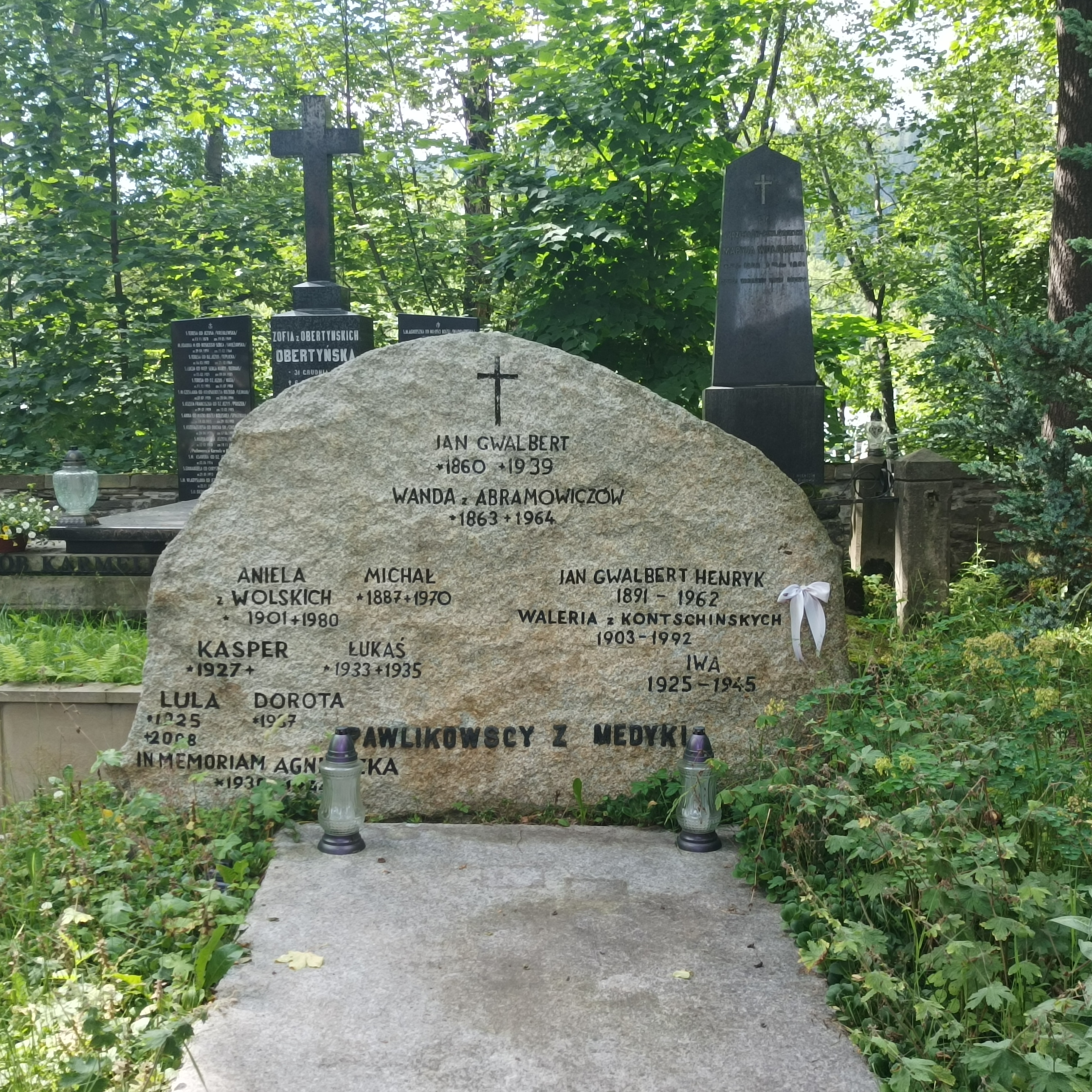
Могила родини Павліковських на цвинтарі заслуг у Пенксовому Бжижеку

Анеля народилася в домі з багатою культурною та науковою традицією. Її матір'ю була Мариля Вольська, поетеса, донька Ванди Монне (у шлюбі Млодницької), музи та нареченої Артура Ґротгера, письменника та перекладача, а її батьком був Вацлав Вольський, інженер, винахідник, один із піонерів польської нафтової промисловості, автор праць у галузі математичної логіки, поліглот. Аніела була наймолодшою з п'яти братів і сестер; її сестрою була поетеса Беата Обертинська.
Отримала домашню освіту. Одним із її вчителів був карикатурист, філософ і психолог Владислав Вітвіцький, учень батька Марилі Вольської, художника Кароля Млодницького. Художні здібності Лелі Вольської були помічені рано. Свою першу виставку влаштувала у 9 років. 54 її роботи були представлені тоді у Товаристві друзів образотворчого мистецтва у Львові. Оскільки її домашнє навчання не закінчилося з іспитом на атестат зрілості, вона розпочала студії історії мистецтва у професорів Болоза-Антоневича та Владислава Подляхи у Львівському університеті Яна Казимира як вільна студентка.

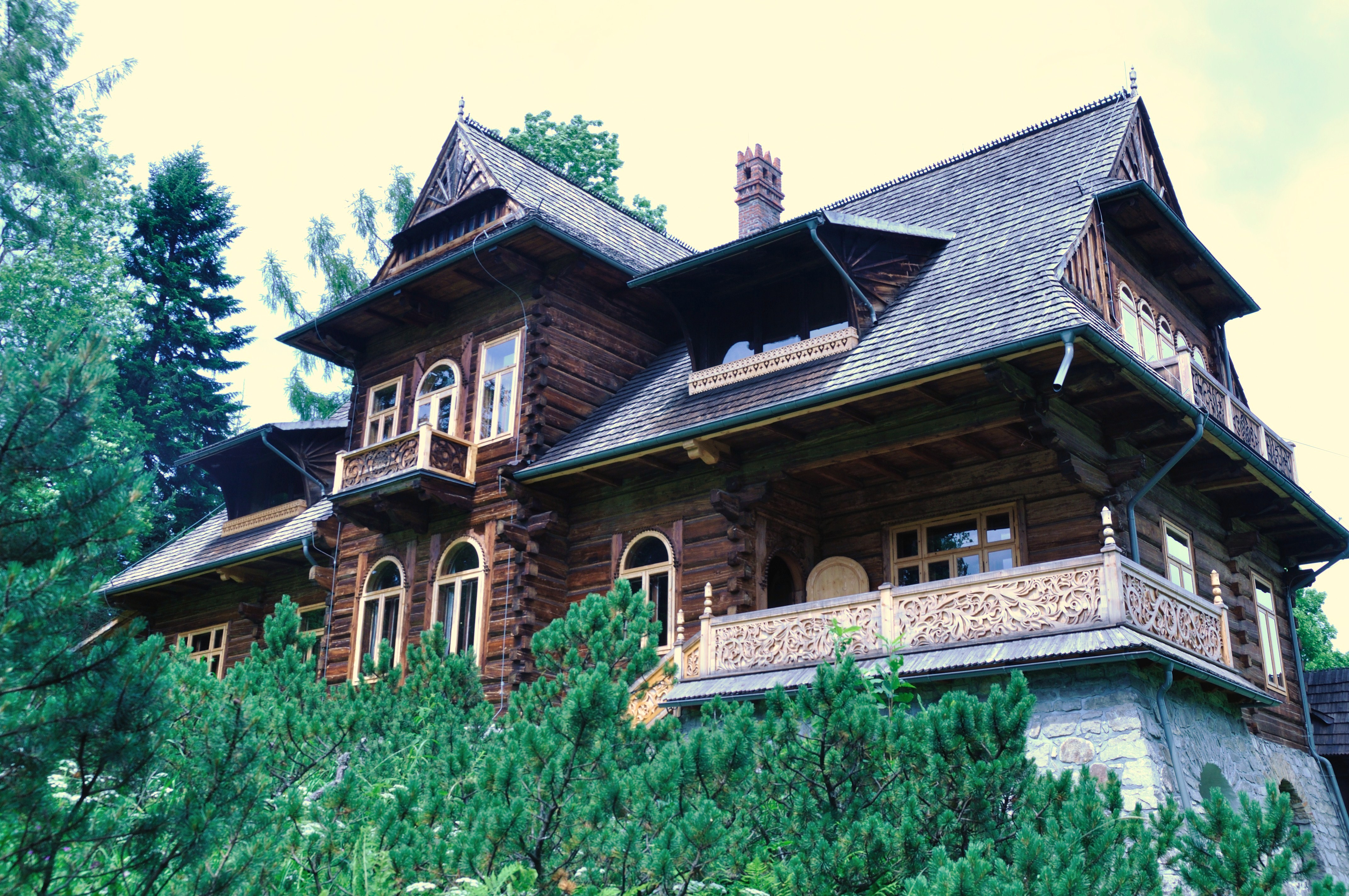
Вілла «Pod Jedlami» в Закопане

9 лютого 1924 року Анеля Вольська одружилася з Міхалом Павліковським, письменником і видавцем, і оселилася в його родинному маєтку Медика поблизу Перемишля. Народила трьох дочок і сина. Також вона проводила багато часу в Закопанському домі біля Єдламі, який збудував Ян Гвальберт Павліковський, батько чоловіка, за проєктом Станіслава Віткевича. За інтенсивної підтримки свого чоловіка вона продовжила навчання живопису — також як позаштатна студентка — в Академії образотворчих мистецтв у Кракові під керівництвом Войцеха Вайсса та Казимира Сіхульського.
У 1930-х роках У 1920-х роках брала участь у багатьох виставках у Львові, Кракові, Варшаві та Закопанах, а також у Лейпцигу, Римі, Флоренції та Турині. У перші дні Другої світової війни вона забрала своїх чотирьох дітей із Медики до Львова і жила з сестрою на віллі Вольських. У травні 1940 року, після першої хвилі депортації поляків зі Львова до Сибіру, їй вдалося отримати дозвіл на поїздку з дітьми до Генерал-губернаторства. Вона знайшла притулок у Ґошицях, у маєтку своєї родички Зофії Кернової, до шлюбу Завіш. Звідти у квітні 1942 року завдяки зусиллям чоловіка, який на той час перебував у Римі, виїхала з дітьми до Італії.
Там вона заробляла на життя, пишучи портрети італійських аристократів і дипломатів, які перебували в Італії. Також у Лондоні, куди вона виїхала з чоловіком і дітьми наприкінці 1946 року, її портрети на замовлення були основою існування родини. У 1950-х роках вона стала одною із найпопулярніших портретисток Великої Британії. У 1955 році відбулася її велика індивідуальна виставка в галереї Парсонс у Лондоні, яка стала великою культурною подією не лише серед британської польської діаспори. Анеля Павліковська продовжувала працювати до кінця життя, попри втрату зору на одне око. З 1962 року щороку на кілька місяців відвідувала Польщу, зупиняючись на віллі Павліковських у Закопаному, в будинку «Pod Jedlami».
Померла 23 грудня 1980 р. в Лондоні в т. зв «Antokolu». Її прах віддали для поховання в Польщі. Похована на цвинтарі заслуг у Пексовому Бжижеку в Закопаному (пл. LI-6) .

## Творчість
Домашня освіта, міцно вкорінена в традиції, з явно консервативним характером, а також національно-патріотичні переконання чоловіка, який, зрештою, був головним популяризатором її мистецтва, заважали Анелі Павліковській прагнути до авангардних рішень, намагатися шукати «поєднання малярських елементів із експресією та польськістю». Ця її заява, як і художні особливості її роботи, дозволяють поєднати її зі стилем ар-деко.

### Книжкова графіка
Її публічним дебютом (не враховуючи виставки дитячих робіт) стали ілюстрації та графічне оформлення бібліофільського видання твору її чоловіка «Агнєшка або про Панні на Неведзіу» (Медика 1925). Цим томом, який являв собою пастиш із середньовічних інкунабул — особливо відомого Кодексу Бальтазара Бегема — було відкрито діяльність видавництва «Медична бібліотека», яке до 1939 року опублікувало 15 графічно підготовлених і часто ілюстрованих назв Лелі Павліковської. Найважливіший ілюстративний доробок Павліковської включає два томи Беати Обертинської: «Гітара і Тамці» (Медика 1926), із шістьма стилізованими ілюстраціями, і «Про братів Фрості». Календарний сон (Медика 1930). Важливими в її творчості були також барвисті гуаші та чорно-білі ліногравюри до книги Зофії Коссак-Щуцької Szaleńcy Boży (Краків, 1929). Після війни Павліковська співпрацювала з видавництвом Veritas, що діяло в Лондоні, розробляючи графічно кілька назв.

### Релігійна тематика
Релігійна тематика, особливо марійного характеру, була важливою частиною творчості Лелі Павліковської. На особливу увагу заслуговує Богуродзиця — портфоліо з десяти акварельних і позолочених ліногравюр, що відсилають до народної ксилографії та малюнків на склі. Збірку видала Медична бібліотека в 1930 році. Цю серію, виконану в стилі ар-деко і продовжену після війни в окремих роботах, мисткиня прокоментувала: «Ці зображення є релігійними, але моя мета полягала в тому, щоб надати цей зміст польською мовою, не спираючись на жодні зразки чи стилі, окрім народних джерел. (…) Йшлося про показ Марійських свят через польський календар, традицію, напр. Siewna, Jagodna, Zielna… А також діяти найпростішим живописним засобом, тобто лінією, і при цьому надати найбільшої експресії». У подібному стилі 1936 року також була створеня кольорова ліногравюра «Св. Губерт», а також деякі з вищезгаданих книжкових ілюстрацій, більшість із яких мають релігійний характер.
Після війни створила кілька важливих релігійних творів. До них належить вівтарний розпис у каплиці храму хх Маріани в Fawley Court в Бакінгемширі, Англія, «Св. Станіслав Щепановський, єпископ Мечник» 1947 року, а також дві картини, доля яких невідома, що збереглися на репродукціях: «Молитва за душі в чистилищі» (1947) та «Отець Максиміліан Марія Кольбе» (1962). Як у Польщі, так і в період еміграції мисткиня створила численні релігійні різдвяні листівки.

### Портрети і пейзажі
Вивчення людини і природи також супроводжувало Павліковську протягом усього її життя. Людські фігури, рослини і тварини заповнювали її етюдники, які були її щоденною, безперервною майстерною роботою і водночас записом її вражень і захоплень. Вона була знавчинею ботаніки і водночас чуйною спостерігачкою явищ. Пейзажі — переважно написані аквареллю — спочатку відсилали до традиції ХІХ століття, а згодом дедалі виразніше відсилали до нових захоплень японським мистецтвом і колористичних експериментів міжвоєнного періоду. Окремим розділом у її творчості є темперні дослідження інтер'єру — переважно палацу в Медиці. До війни їх було створено кілька, а в еміграції, коли вже було відомо, що художниця ніколи більше не побачить дому, вона записувала ці інтер'єри по пам'яті, намагаючись замінити художню виразність точною деталлю.
Портрети, які в еміграції мали стати основою для утримання родини, а також дому «Pod Jedlami» в Закопаному, спочатку коливалися між стилем модерн (портрет олівцем Марії Завішиної з 1923 року чи Марилі Вольської з 1915 року) і сучасне трактування кольору та форми в ранніх автопортретах. Натомість портрети її чоловіка 1920-х — початку 1930-х років вражають хижою експресивністю. Під час і після війни Павліковська була змушена заробляти на життя малюванням і ескізами портретів — на замовлення або створених спеціально, як обігову монету, що траплялося в окупованій Польщі та пізніше, у спочатку важкий італійський період. Більшість із них, особливо ті, завдяки яким вони набували все більшої популярності в колах італійської, а потім і британської аристократії, мають чіткі риси традиційного академічного живопису.
З років еміграції, коли надія на повернення до Польщі назавжди згасла, а з нею й можливість повернутися до творчої свободи, поступово заміненої дедалі суворішим режимом господарських портретів, збереглися три натюрморти та картина із зображенням троянд. Це видатні твори, які є своєрідним прощанням художниці з мистецтвом, вирваним з лету повсякденних малярських обов'язків. Написаний ніби поспішно, з м'ясистою масляною фактурою («Róże»), дисгармонійним кольором, гротескною або тривіальною темою («Піноккіо і лялька», близько 1943; «Чорний пудинг», 1960; «Горщики», 1970).), були останнім поривом її мистецького духу. Серед комерційних портретів в Англії збереглася певна реліквія у вигляді пастельних дитячих голівок майбутньої Діани, принцеси Уельської.